# Stazione di Waterloo Est
La stazione di Waterloo Est (o stazione di Londra Waterloo Est, in inglese Waterloo East station o London Waterloo East station) è una stazione ferroviaria della linea Londra-Dover, a servizio dell'area di Waterloo, nel borgo londinese di Lambeth prospiciente a Westminster.

## Interscambi
La stazione consente l'interscambio con varie fermate della metropolitana: Southwark (sulla linea Jubilee), Waterloo (sulle linee Bakerloo, Jubilee, Northern e Waterloo & City) ed Embankment (sulle linee Bakerloo, Circle, District e Northern).
È permesso, inoltre, l'interscambio con la stazione di Londra Waterloo, uno dei principali scali cittadini, capolinea della South Western Main Line.
Nelle vicinanze della stazione effettuano fermata numerose linee urbane automobilistiche, gestite da London Buses.
Dal Waterloo Millennium Pier, infine, è possibile fruire dei servizi fluviali di Londra gestiti da TfL.
- Fermata metropolitana (Waterloo, Embankment e Southwark - linee Bakerloo, Circle, District, Jubilee, Northern e Waterloo & City)
- Stazione ferroviaria (Stazione di Londra Waterloo - linee nazionali)
- Fermata autobus
- Molo fluviale (Waterloo Millennium Pier - London River Services)